# Belle Côte Beach
Belle Côte Beach – plaża (beach) w kanadyjskiej prowincji Nowa Szkocja, w hrabstwie Inverness, na zachodnim wybrzeżu wyspy Cape Breton (46°26′44″N, 61°06′25″W); nazwa urzędowo zatwierdzona 5 stycznia 1976.